# Ассамское землетрясение
Ассамское землетрясение — землетрясение, произошедшее 12 июня 1897 года в Ассаме, Британская Индия. По оценкам, его магнитуда составила 8,2-8.3 Mw.
Считается, что оно произошло на глубине 32 км. Ассамское землетрясение оставило в руинах каменные здания на площади 390 000 км², а всего затронуло более 650 000 км² от Бирмы до Нью-Дели. За основным ударом последовало очень много повторных толчков — афтершоков.
Учитывая масштабы землетрясения, смертность была не так высока (около 1500 жертв), но материальный ущерб был очень высоким.
Землетрясение произошло на юго-юго-западном обнажении взброса Олдхэм, на северной окраине плато Шиллонг Индийской плиты. Минимальное смещение поверхности земли составило 11 м, с максимумами до 16 м. Это одни из самых больших вертикальных смещений из всех измеренных землетрясений. Расчётная область смещения распространилась на 110 км вдоль линии сдвига по поверхности, и от 9 до 45 км ниже поверхности. Фактически в землетрясении была задействована вся толща земной коры. Изменения рельефа были столь сильными, что почти всю местность было невозможно было узнать.
Современные исследования с использованием данных о проведённых сто лет назад триангуляционных измерениях местности показали, что разлом, в котором возникло землетрясение, располагался прямо под Шиллонгским плато, примерно в трёхстах километрах южнее современного Бутана.
С помощью компьютерного моделирования оценена примерная длина разрыва. Она составила 125 километров, а глубина возникновения подвижки 8—32 километров от дневной поверхности. Профессор Роджер Билхам из Университета штата Колорадо и профессор Филипп Ингланд из Оксфордского Университета считают, что землетрясение стало результатом тектонического процесса в зоне двух крупных смежных разломов, расположенных недалеко от Бангладеш. Он вызвал раскол и смещение Шиллонгского Плато, которое всего за три секунды поднялось почти на 15 метров. При этом ускорение превысило силу гравитации — большие камни, плиты, люди были подброшены в воздух. Поскольку Индийская плита надвигается на Гималаи, часть земной поверхности на Шиллонгском плато задирается вверх подобно апельсиновой корке. С этими движениями связана высокая сейсмическая активность этого региона. В последние несколько миллионов лет Шиллонгское плато поднимается и заставляет Индийскую плиту сжиматься примерно на 38 см за столетие.
Это землетрясение памятно в истории сейсмологии тем, что его зарегистрировали все существовавшие на то время мировые обсерватории. Также и тем, что сейсмические волны от него «встретились» на противоположном крае Земли и еще раз были зарегистрированы в Индии, то есть обошли земной шар два раза.